# Silene olympica
Silene olympica är en nejlikväxtart som beskrevs av Pierre Edmond Boissier. Silene olympica ingår i släktet glimmar, och familjen nejlikväxter. Utöver nominatformen finns också underarten S. o. erciyesdaghensis.